# إد كينيدي (لاعب كرة قاعدة)
إد كينيدي (بالإنجليزية: Ed Kennedy)‏ هو لاعب كرة قاعدة أمريكي، ولد في 1 أبريل 1856 في كربونديل في الولايات المتحدة، وتوفي في 20 مايو 1905.

## وصلات خارجية
- إد كينيدي على موقعبيزبول رفرنس.كوم (الدوري الرئيسي) (الإنجليزية)
- إد كينيدي على موقعبيزبول رفرنس.كوم (الدوري الثانوي) (الإنجليزية)